# 아시아인
아시아인(Asian people)은 머나먼 옛날부터 아시아에 거주하던 토착민들과, 오늘 날까지의 그 후손들을 지칭한다.

## 같이 보기
- 서아시아인
- 동아시아인
- 중앙아시아인
- 아시아계 미국인
- 아시아계 캐나다인